# Typ 67 (Maschinengewehr)
Das Maschinengewehr Typ 67 ist eine Infanteriewaffe, die um 1970 bei der chinesischen Volksbefreiungsarmee eingeführt wurde und auch heute noch zu ihrer Ausrüstung gehört.

## Entwurf
Mitte der 1960er Jahre beauftragte das chinesische Militär die Entwicklung eines Universal-MGs. Die bisherigen Modelle waren zumeist Nachbauten russischer Konstruktionen und wurden als zu schwerfällig erachtet. Die Volksrepublik China und die Sowjetunion hatten sich jedoch seitdem überworfen, sodass man nunmehr nicht mehr auf russische Hilfe bei einer Neuentwicklung hoffen konnte. Deshalb griff man bei nahezu allen Bauteilen auf bestehende Waffen zurück: 
- der Lauf mit Wechseleinrichtung stammt aus dem Gorjunow SG-43
- die Gurtzufuhr aus dem Maxim
- der Gasdrucklade-Mechanismus, der Kippverschluss und der Kolben wurde dem tschechischen ZB vz. 26 entlehnt
- der Gasdruck-Regler stammt aus dem RPD-44
- das Griffstück samt Abzugsgruppe kommen aus dem DPM

Prägestahl-Techniken kamen bei der Herstellung nicht zum Einsatz, weshalb die frühen Varianten des MGs schwerer gerieten als vergleichbare Modelle aus anderen Ländern.

## Lademechanismus
Auch die Munition war keine eigene Entwicklung. Man verwendete russische Randpatronen im Kaliber 7,62 × 54 mm R weiter. Ursprünglich wurde diese Munition im zaristischen Russland für Mehrladegewehre entworfen und eignete sich durch ihren Rand nicht sehr gut für den Einsatz in automatischen Waffen. In der Sowjetunion entwickelte MGs wiesen daher einen Mechanismus auf, der die Patronen zunächst aus dem Gurt herauszog und dann erst in das Patronenlager einführte. China wollte diese Lösung vermeiden und schuf einen speziellen Patronengurt, aus dem die Patronen nach unten herausgestoßen und sofort zugeführt werden konnten. Alle bislang in China verwendeten Gurte, die die gleiche Munition verwendeten, waren damit im neuen Typ 67 nicht mehr nutzbar. Die Zuführung erfolgte von rechts, leere Hülsen wurden nach unten hin ausgeworfen.